# Afrobethylus
Afrobethylus (лат. ) — род ос-бетилид из надсемейства Chrysidoidea (Bethylidae, Hymenoptera). 

## Распространение
Афротропика.

## Описание
Мелкие и среднего размера осы-бетилиды. Максиллярные щупики 5-члениковые, лабиальные щупики состоят из 2 сегментов (фомула щупиков 5,2). Усики 10-члениковые. Ячейка 1M отсутствует в переднем крыле. Нотаули отсутствуют. В переднем крыле две замкнутые ячейки: медиальная и субмедиальная. Предположительно паразитоиды. Род был впервые выделен в 2018 году бразильскими энтомологами Magno S. Ramos и Celso O. Azevedo.

## Классификация
6 видов
- Afrobethylus antankarana  Ramos & Azevedo, 2016
- Afrobethylus antemoro  Ramos & Azevedo, 2016
- Afrobethylus bapedi  Ramos & Azevedo, 2016
- Afrobethylus swazi  Ramos & Azevedo, 2016
- Afrobethylus vezo  Ramos & Azevedo, 2016
- Afrobethylus zulu  Ramos & Azevedo, 2016